# Aviário

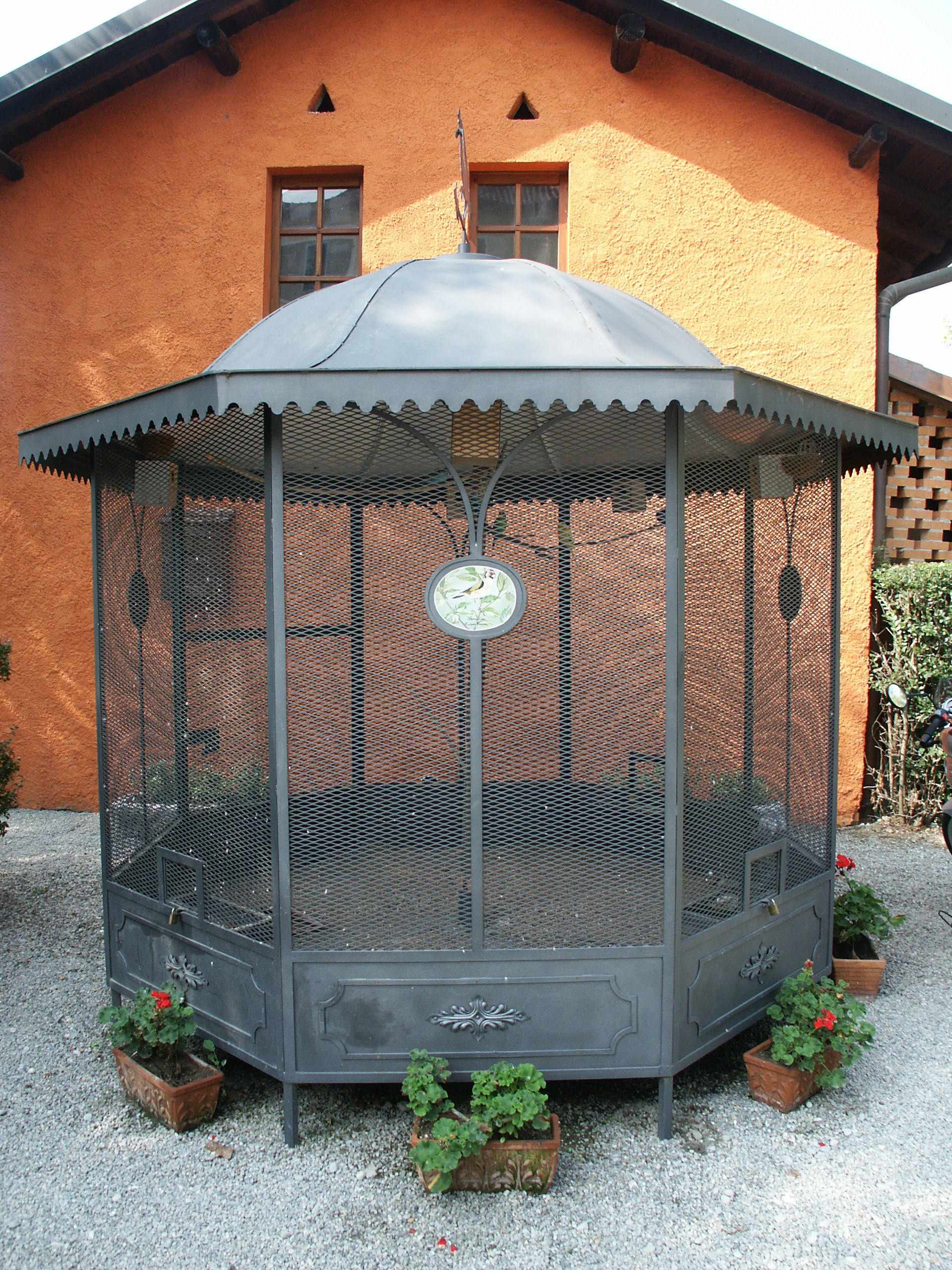
Um exemplo de aviário comercial

Aviário é um grande recinto para confinar aves. Ao contrário das gaiolas, os aviários permitem um maior espaço de vivência aonde os pássaros podem voar com liberdade; daí porquê, os aviários por vezes são também conhecidos como gaiola de voo. Aviários muitas vezes contêm plantas e arbustos para estimular um ambiente natural.

## Tipos de aviários

### Aviários públicos
Os grandes aviários são frequentemente encontrados no estabelecimento de um jardim zoológico (por exemplo, London Zoo, Washington e Zoológico de San Diego). Pittsburgh é a casa do Aviário Nacional dos Estados Unidos, talvez o mais destacado exemplo de um aviário não localizado dentro de um jardim zoológico. O primeiro grande aviário dentro de um jardim zoológico foi criado em 1880 na fixação do Zoológico de Roterdão.

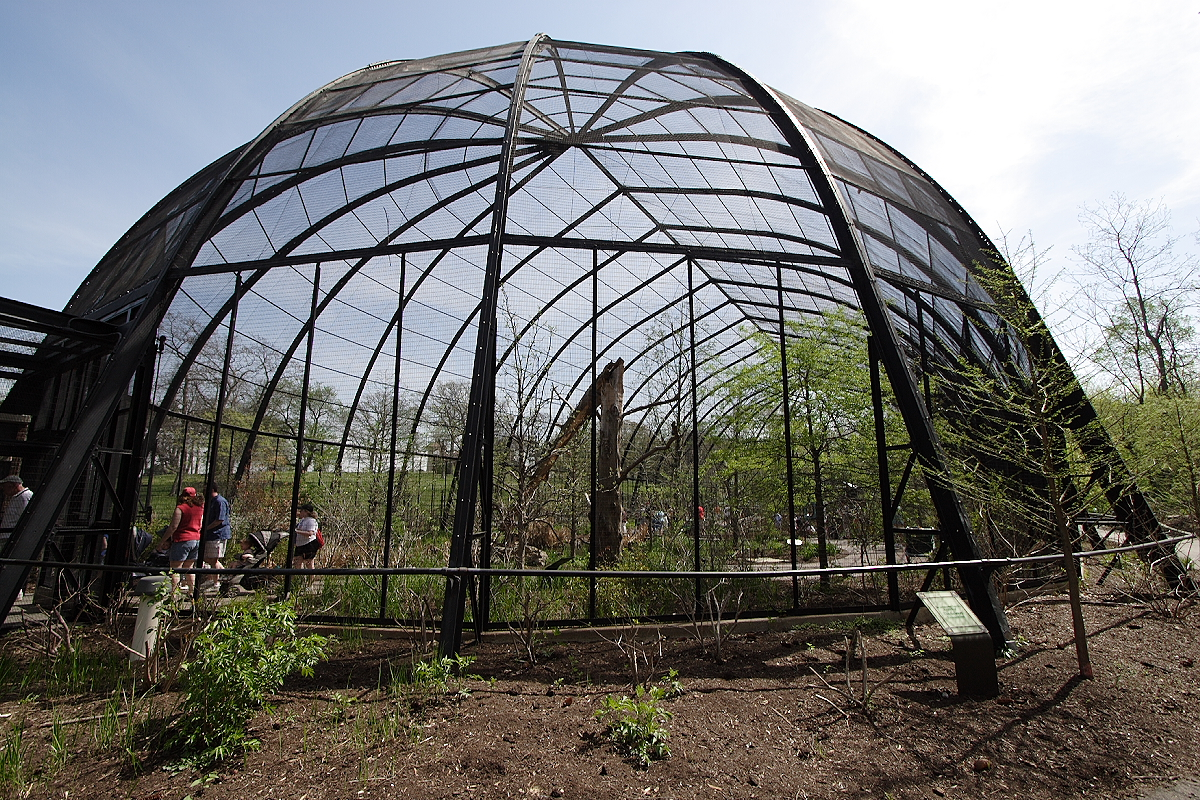
Aviário de 1904
do Zoológico de Saint Louis

O Saint Louis Zoo é a casa do evento de 1904 da World's Fair Flight Cage. É uma das poucas estruturas que se mantém a partir da Exposição de Louisiana. Em 1904, foi a maior gaiola de aves já construída. Continua a ser uma das maiores aviários de voo livre do mundo. Com 228 metros de comprimento, 84 metros de largura, e 50 metros de altura, a gaiola foi construída especificamente para o St. Louis World's Fair. Motivo de orgulho para a região, a gaiola gigante motivou St. Louis (Missouri) a finalmente criar um jardim zoológico em 1910.

### Aviários caseiros
Aviários caseiros são populares com quem gosta de criar aves domésticas e que possuem o espaço para eles. Muitos criadores de pássaros classificam suas criações como "aviários", uma vez que a maior parte das aves se reproduzem melhor neles em contraste com as gaiolas. O aviário caseiro é um tradicional produto "faça você mesmo", embora estes dias aviários comerciais estejam disponíveis para caber em todos os espaços (indoor / outdoor), tamanhos e orçamentos.
Há duas grandes subcategorias de aviários caseiros: aviários terrestres e suspensos. Aviários terrestres são fixados no terreno com uma base concreta para evitar ratos e outros animais nocivos de entrar. Aviários suspensos ficam no ar, apenas com as "pernas" dos aviários fixadas no terreno; daí porque a necessidade de uma proteção na base é desnecessária. A maior parte dos aviários possuem como característica típica de PVC, moldura de madeira ou metal ao contrário do quadro de aviários públicos; porém, não é incomum para aviários suspensos possuírem partes metálicas.